# Jan Snoek
Jan Snoek (ur. 15 stycznia 1896 w Hadze, zm. 11 stycznia 1981 tamże) – holenderski kolarz torowy, srebrny medalista mistrzostw świata.

## Kariera
Największy sukces w karierze Jan Snoek osiągnął w 1925 roku, kiedy zdobył srebrny medal w wyścigu ze startu zatrzymanego zawodowców podczas mistrzostw świata w Amsterdamie. W zawodach tych wyprzedził go jedynie Francuz Robert Grassin, a trzecie miejsce zajął kolejny reprezentant Francji Georges Sérès. Był to jedyny medal wywalczony przez Snoeka na międzynarodowej imprezie tej rangi. Ponadto wielokrotnie zdobywał medale torowych mistrzostw Holandii, w tym sześć złotych. Nigdy nie wystąpił na igrzyskach olimpijskich.